# Charnod
Charnod é uma comuna francesa na região administrativa de Borgonha-Franco-Condado, no departamento de Jura. Estende-se por uma área de 5,17 km². Em 2010 a comuna tinha 39 habitantes (densidade: 7,5 hab./km²).